# Кернит
Кернит (также известен как rasorite) — минерал класса боратов с формулой Na2B4O6(OH)2·3H2O. Первое месторождение открыто в пустыне Мохаве в округе Керн на юге Калифорнии в 1925 году. Описан американским геологом Вальдемаром Шаллером в 1927 году. Минерал встречается в осадочных отложениях эвапоритов в засушливых регионах.

## Описание
Это минерал представляет собой белые или прозрачные почти изометричные кристаллы. Относительно мягкий, с твердостью по шкале Мооса от 2,5 до 3, удельный вес — 1,91. Он демонстрирует идеальный скол и хрупкий излом.

## Месторождения
Рудник округа Керн был единственным известным источником минерала в течение определённого периода времени. Позже месторождения кернита обнаружены в Аргентине и Турции. Самый крупный зарегистрированный монокристалл кернита имел размеры 2,44 x 0,9×0,9 м 3 и весил около 3,8 тонны. Кернит используется для производства буры, которую можно для производства моющих средств.